# Jack Riley
Jack Riley, pseudonimo di John Albert Riley Jr. (Cleveland, 30 dicembre 1935 – Los Angeles, 19 agosto 2016), è stato un attore e doppiatore statunitense.
Era noto per aver interpretato Elliot Carlin in The Bob Newhart Show e per aver doppiato Stu Pickles nel franchise de I Rugrats.

## Biografia
Nato a Cleveland, Ohio, da Agnes Corrigan e John Albert Riley. Dopo aver frequentato la Saint Ignatius High School e la John Carroll University, ha prestato servizio nell'Esercito. Il suo ruolo più famoso è stato quello di Elliot Carlin in The Bob Newhart Show. Era un membro del cast fisso del The Tim Conway Show, uno spettacolo di varietà trasmesso dalla CBS dal marzo 1980 alla fine dell'estate 1981, recitando in sketch comici in ogni episodio. Nel 1985, ha ripreso il ruolo di Elliot Carlin in A cuore aperto. Tra gli altri suoi lavori televisivi ci sono diverse apparizioni in show come M*A*S*H, Barney Miller, Gli eroi di Hogan, Mary Tyler Moore, Giorno per giorno, Il mio amico Arnold e Giudice di notte.
Ha lavorato anche a film come Alta tensione (1977), La pazza storia del mondo (1981), Essere o non essere (1983) e Balle spaziali (1987). Riley è stato anche nel doppiaggio di alcuni spot televisivi e radiofonici. In particolare era noto per aver doppiato Stu Pickles nel franchise de I Rugrats. Ha continuato a fare apparizioni come ospite negli anni novanta in programmi popolari, presentandosi in episodi di Seinfeld, Son of the Beach, Friends, The Drew Carey Show, That '70s Show, Bravo Dick e Saturday Night Live. È morto il 19 agosto 2016 a Los Angeles, all'età di 80 anni, a causa di una polmonite.

## Vita privata
È stato sposato con Ginger Lawrence dal 1975 fino alla morte. I due ha avuto due figli.

## Filmografia parziale

### Film
- I giorni del vino e delle rose (Days of Wine and Roses) - 1962
- Comma 22 (Catch-22) - 1970
- I compari (McCabe & Mrs. Miller) - 1971
- In piena luce (In Broad Daylight) - 1971
- Il lungo addio (The Long Goodbye) - 1973
- California Poker (California Split) - 1974
- Alta tensione (High Anxiety), regia di Mel Brooks (1977)
- L'attacco dei pomodori assassini (Attack of the Killer Tomatoes) - 1978
- Essere o non essere (To Be or Not to Be) - 1983
- Balle spaziali (SpaceBalls) - 1987
- California Skate (Gleaming the Cube) - 1989
- T-Rex - Il mio amico Dino (Theodore Rex) - 1995
- Boogie Nights - L'altra Hollywood (Boogie Nights) - 1997
- Rugrats - Il film (The Rugrats Movie) - 1998
- I Rugrats a Parigi - Il film (Rugrats in Paris: The Movie) - 2000
- Ricreazione - La scuola è finita (Recess: School's Out) - 2001
- I Rugrats nella giungla (Rugrats Go Wild) - 2003

### Televisione e doppiaggio
- Strega per amore (I Dream of Jeannie) – serie TV (1968)
- Gli eroi di Hogan (Hogan's Heroes) – serie TV (1969-1970)
- Bracken's World – serie TV (1970)
- Love, American Style – serie TV (1970)
- La famiglia Partridge (The Partridge Family) – serie TV (1970)
- The Red Skelton Show (The Red Skelton Hour) – serie TV (1970-1971)
- Questa sì che è vita (The Good Life) – serie TV (1971)
- Mary Tyler Moore (The Mary Tyler Moore Show) – serie TV (1971-1972)
- M*A*S*H – serie TV (1972)
- The Bob Newhart Show – serie TV (1972-1978)
- Cannon – serie TV (1973)
- Colombo (Columbo) – serie TV, episodio 3x03 (1973)
- Kung Fu – serie TV (1974)
- Happy Days – serie TV, un episodio (1974)
- Il mio amico Arnold (Diff'rent Strokes) – serie TV (1978-1985)
- ALF – serie TV (1987)
- Giudice di notte (Night Court) – serie TV (1984-1991)
- Garfield e i suoi amici (Garfield and Friends) – serie TV (1990)
- I Rugrats (Rugrats) – serie TV (1991–2004)
- Son of the Beach – serie TV (2000–2002)
- I Rugrats da grandi (All Grown Up!) – serie TV (2003–2007)
- That '70s Show – serie TV (2004)
- The Garfield Show – serie TV (2011)

## Doppiatori italiani
Nelle versioni in italiano delle opere in cui ha recitato, Jack Riley è stato doppiato da:
- Dario Penne in Friends, Boogie Nights - L'altra Hollywood
- Romano Ghini in Happy Days
- Vittorio Congia in Alta tensione
- Gianfranco Bellini in Casa Keaton
- Rodolfo Traversa in Essere o non essere
- Carlo Sabatini in Pattuglia di notte

Da doppiatore è sostituito da:
- Diego Sinigaglia ne I Rugrats
- Angelo Maggi ne I Rugrats
- Angelo Nicotra in Rugrats - Il film
- Massimo De Ambrosis ne I Rugrats a Parigi - Il film